# Wallfahrtskirche St. Corona (Staudach)

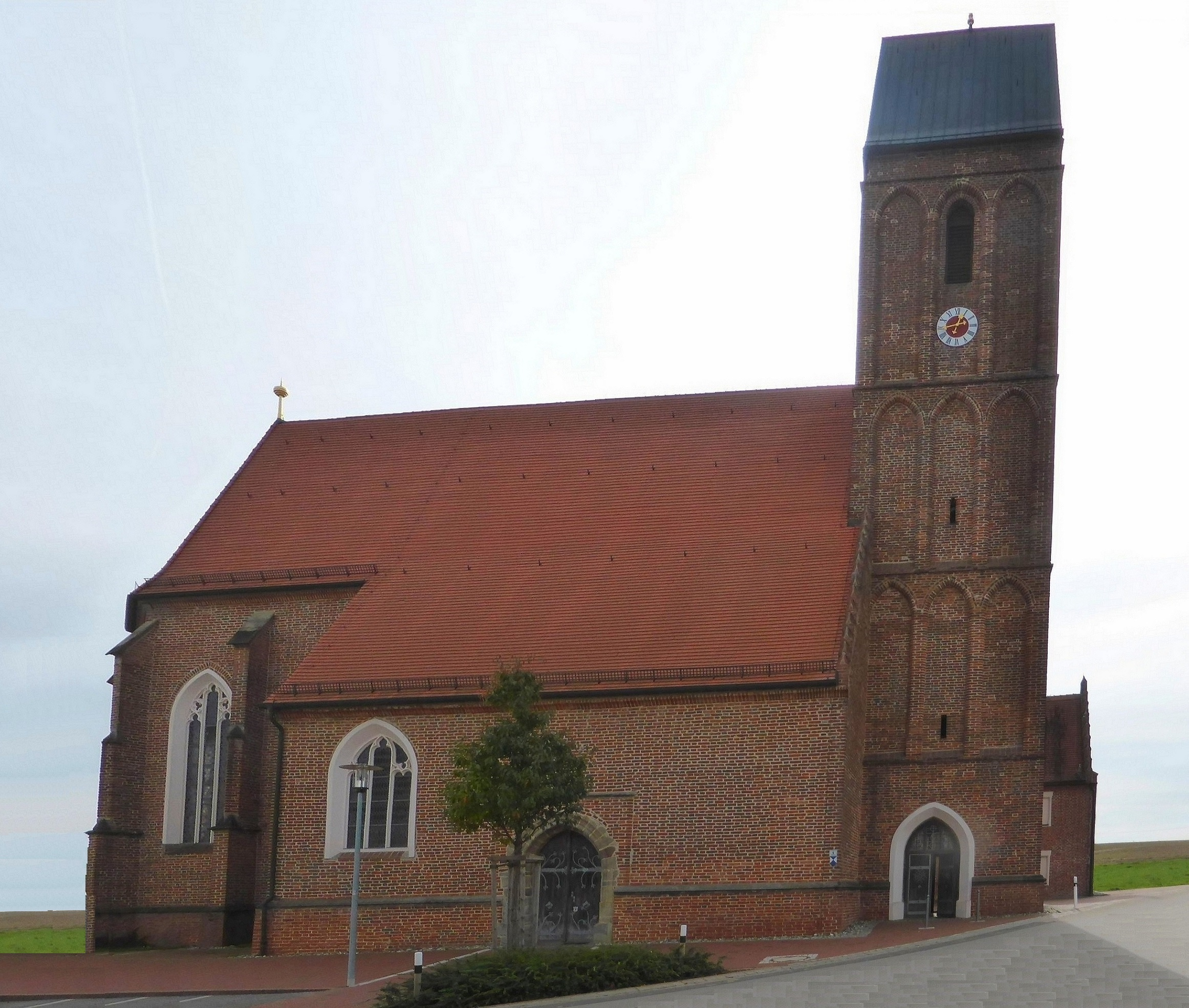
Wallfahrtskirche St. Corona in Staudach

Die katholische Wallfahrtskirche St. Corona ist der hl. Corona geweiht. Sie liegt im Ortsteil Staudach der niederbayerischen Gemeinde Massing (Staudach 4).

## Geschichte
Der Name Studache (= Staudach) bedeutet so viel wie beim Gebüsch. Zwei Urkunden des Klosters Baumburg aus dem Jahr 1150 und 1165 belegen einen Besitz des Klosters in Studache und Engelboltskirchen, d. h. die Gegend um Staudach ist seit der Mitte des 12. Jahrhunderts besiedelt. Auch in Urkunden des Stifts Ranshofen von 1190 werden Güter in Studache und Ellingen (bei Staudach) erwähnt. In einem Verzeichnis der Landstände zu Landshut von 1347 bis 1392 wird der Ritter Albrecht von Staudach genannt.
Ob dieser bzw. dessen Familie Erbauer der Kirche in Staudach war, ist nicht bekannt. Die Verehrung der hl. Corona erreichte im 15. Jahrhundert in Österreich und in Ostbayern einen Höhepunkt; dies dürfte der Grund für den Bau dieser Kirche zwischen 1481 und 1488 gewesen sein. Ein Pfarrer namens Furtner aus Taufkirchen stiftete am 3. Februar 1510 für diese Kirche eine „ewige und tägliche Messe“. Zudem wurde im Jahr 1696 ein Benefizium für die Kirche gestiftet.

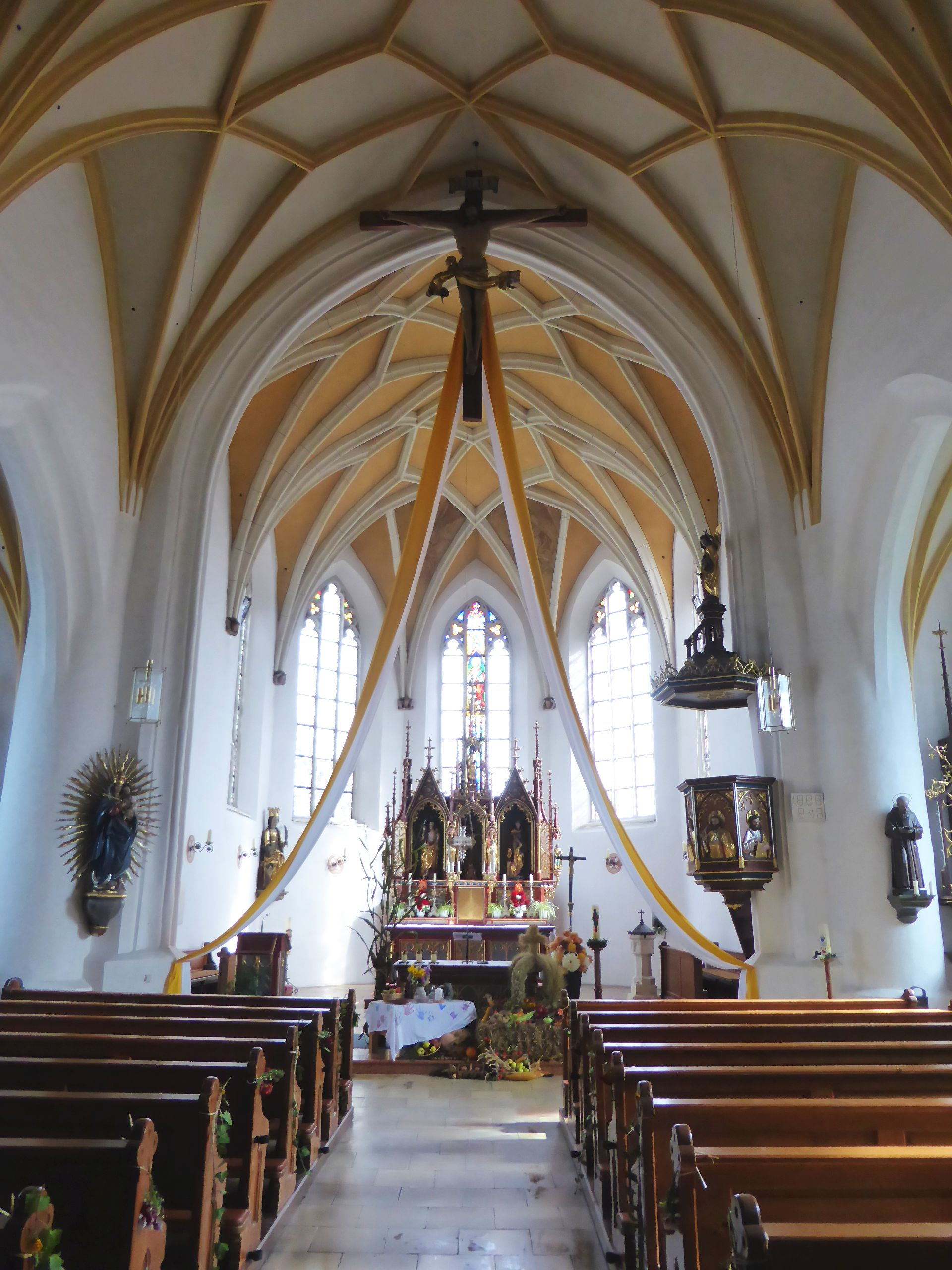
Innenraum der Kirche mit Blick auf den Chor

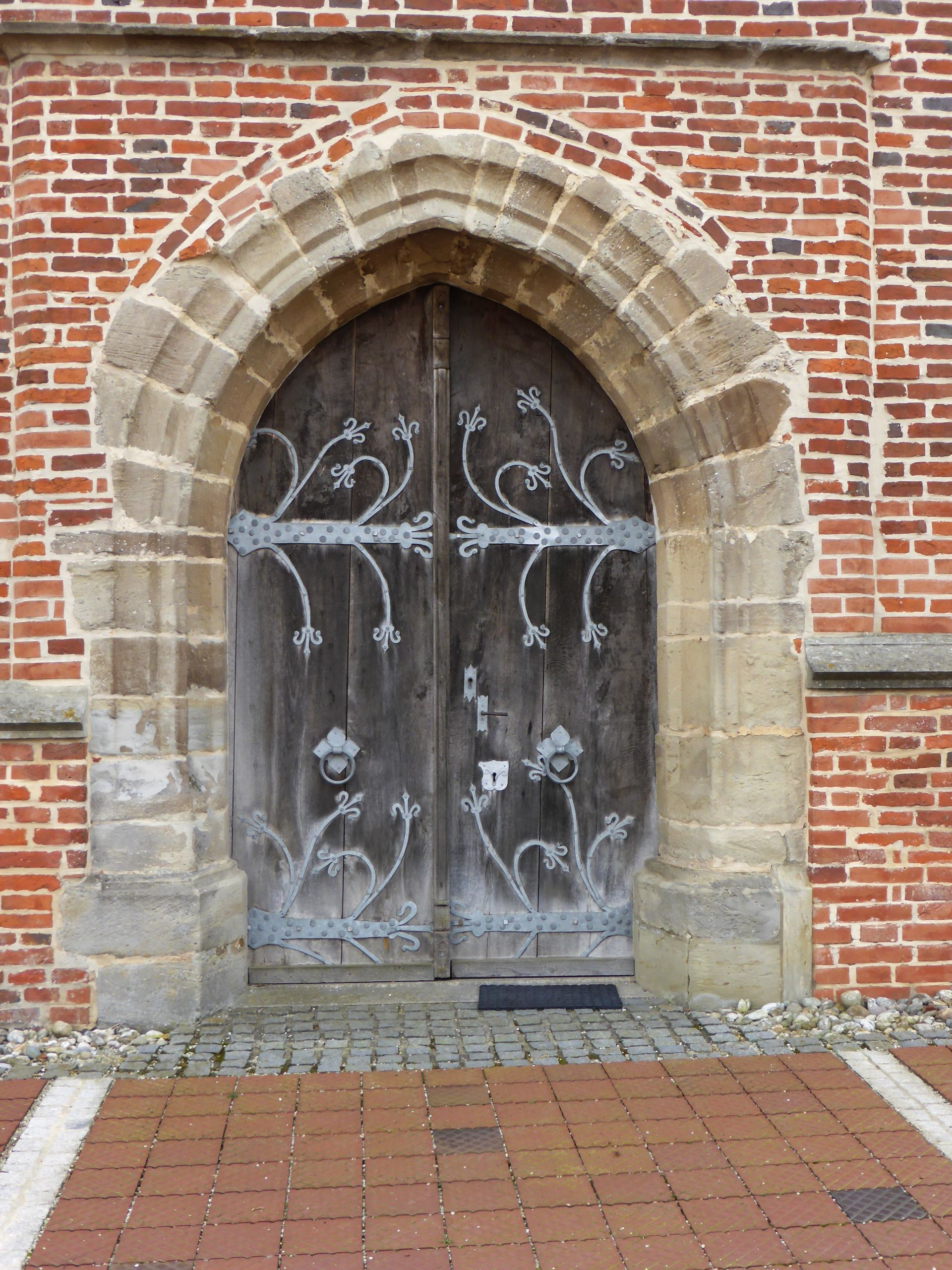
Portal der Kirche

## Baubeschreibung
Die Kirche ist ein spätgotischer Blankziegelbau mit einem dreischiffigen Langhaus und einem Westturm. Der Chor ist bis zur Mittelschiffbreite eingezogen und mit dem Hallenlanghaus unter einem einheitlichen Dach vereinigt. Die Außenmauern des Chores sind durch Strebepfeiler mit kantigen Mittelstücken gegliedert. Der Chor ist einschiffig und umfasst zwei Joche; er schließt mit drei Achteckseiten. In den Gewölbezwickeln des Chores wurden spätgotische Wandmalereien entdeckt.
Im Westen erhebt sich in der Mittelachse des Langhauses ein viergeschossiger Turm mit einem Satteldach. Die Zugänge auf der Nord- und der Südseite führen in eine gewölbte Halle. Die drei Obergeschosse sind mit Gurtgesimsen gegliedert. Die Geschosse sind nach allen Seiten mit Spitzbogenblenden versehen.
In dem mittleren Kirchenjoch auf der Nordseite befindet sich das stark profilierte Kirchenportal. Dieses aus Hausteinen gearbeitete Portal wird von einer vorgekröpften Blendnische eingerahmt. Ein Quarzsteinband umläuft die ganze Kirche. Die Westwand ist mit einem Treppengiebel ausgestattet.
Das dreischiffige Langhaus umfasst nur drei Joche und ist breiter als tief. Stämmige Rundpfeiler, aus denen Arkadenunterzüge entwachsen, tragen das Gewölbe. Die ursprünglichen gotischen Kirchenfenster sind in der Barockzeit sowie im späten 19. Jahrhundert verändert worden.

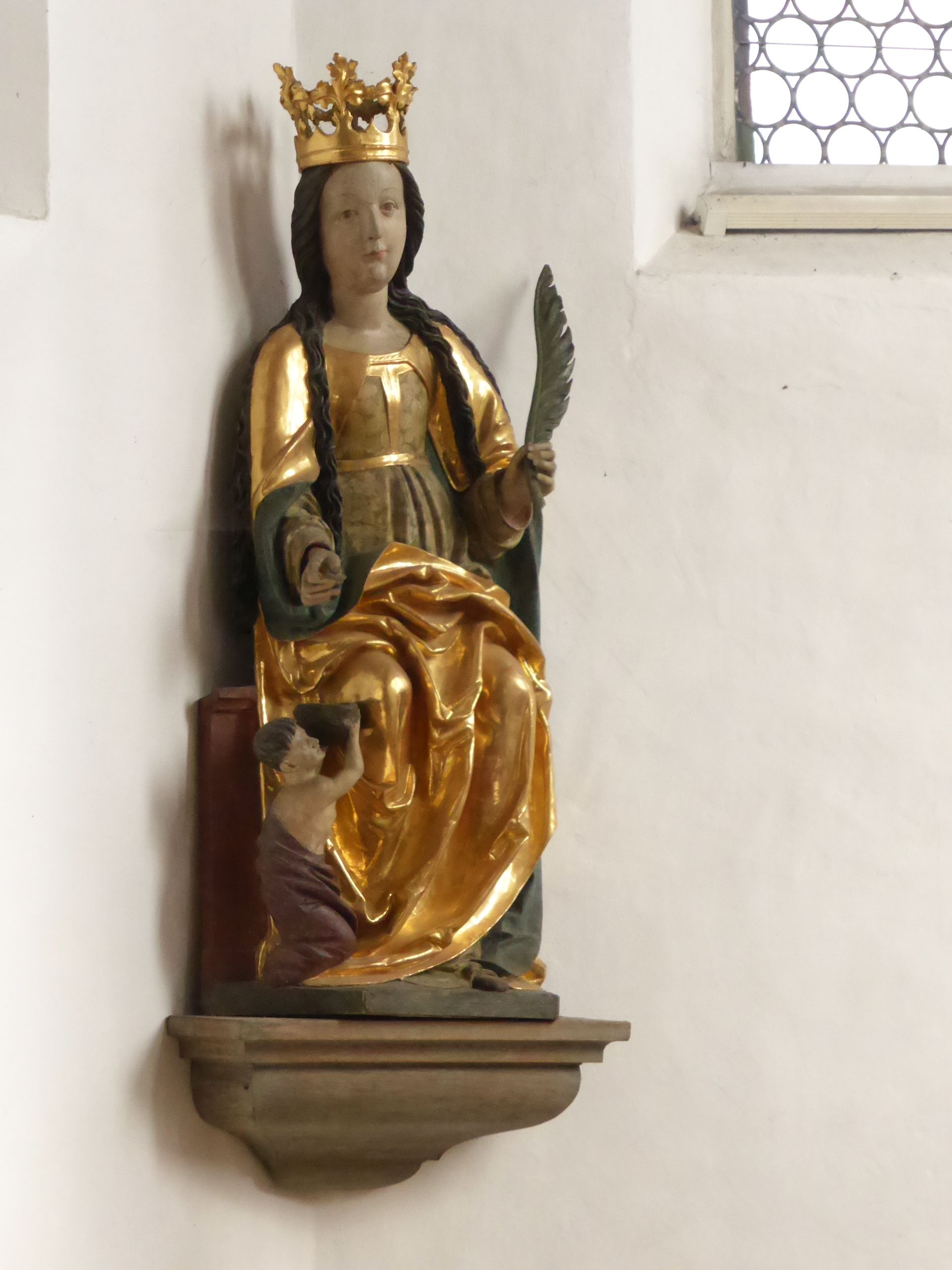
Figur der Kirchenpatronin von 1500

## Innenausstattung
Der neugotische Hochaltar zeigt die Statuen des hl. Sebastian und des hl. Florian, als Assistenzfiguren sind Statuen des Kaiserpaares der hl. Kunigunde und des hl. Heinrich angebracht. An der nördlichen Chorwand befinden sich  zwei Figuren der hl. Corona (um 1500).
Der nördliche Seitenaltar enthält Figuren der hl. Barbara und der hl. Katharina. In der Mitte befindet sich ein Vesperbild. Am südlichen Seitenaltar steht mittig die Figur des hl. Leonhard, der auch ein Nebenpatron der Kirche war. Links und rechts stehen die Figuren des hl. Aloysius und des hl. Franz Xaver. Die Kanzel zeigt die vier Evangelisten; oberhalb steht die Figur des Erzengels Michael.
Der Taufstein im Presbyterium stammt aus dem Jahr 1921. Die schmiedeeisernen Beschläge am Nordportal der Kirche stammen aus der ursprünglichen Bauzeit. Die Sakristeitür ist von 1487.

## Wallfahrtskirche St. Corona heute
Die Kirche wurde Anfang der 1970er Jahre renoviert, dabei blieben die neugotischen Altaraufbauten der Seitenaltäre erhalten. 2003/2004 wurde die Kirche auch einer Außenrenovierung unterzogen.
Seit dem 15. März 1921 gibt es eine eigenständige Pfarrei Staudach. Die Pfarrei gehört zum Dekanat Eggenfelden im Bistum Regensburg. Der Sitz des Pfarrbüros ist in Massing (Kirchplatz 2).